# 怖軍

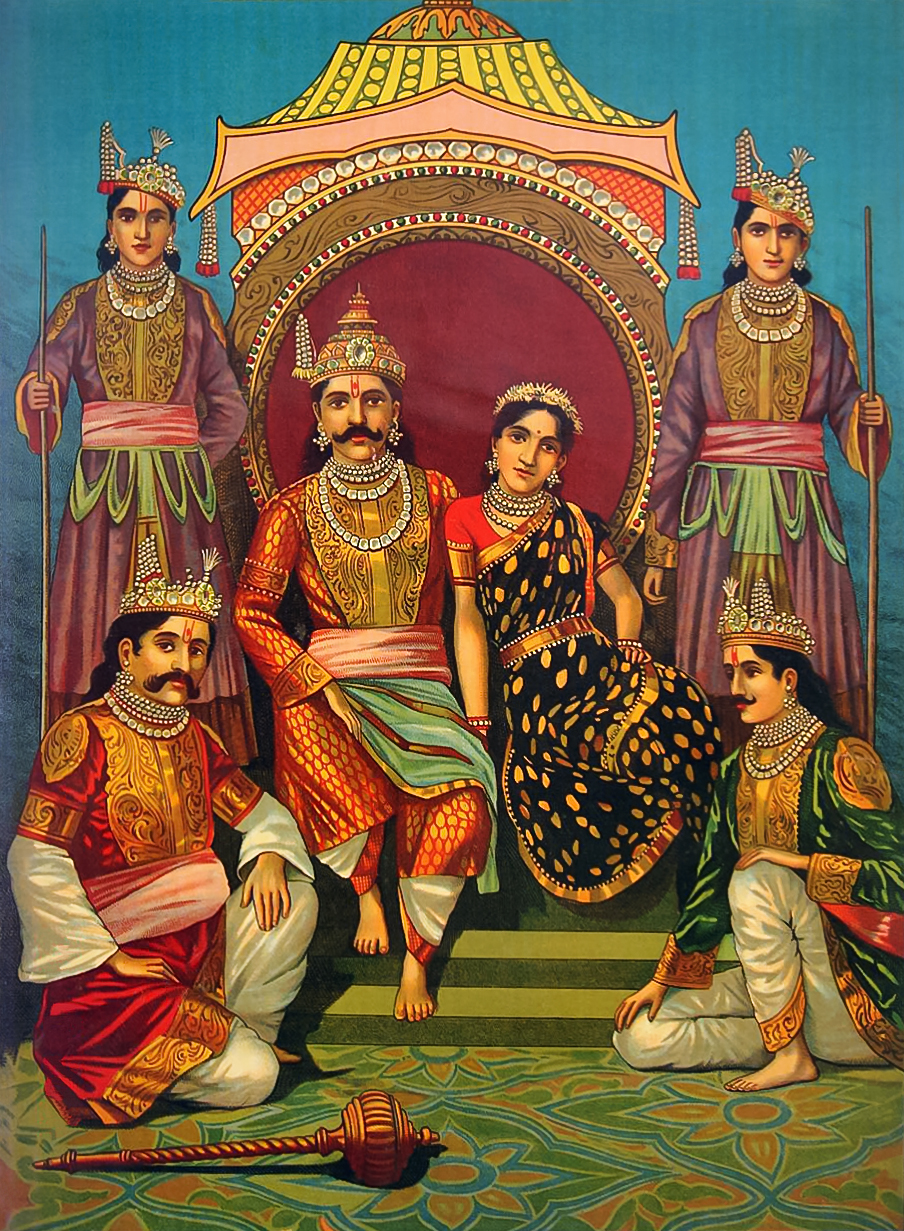
般度族與黑公主

怖軍又稱毗摩，在摩訶婆羅多中般度族的一員，般度五子的二子，哈斯蒂納普爾的國王。怖軍名義上的父親是般度，但因般度得罪天神導致不能與女性行房，所以貢蒂利用神力與天神生下兒子，所以怖軍實際上是風神伐由之子，哈奴曼是佈軍同父異母的兄弟。由於般度早逝，國家由伯伯持國攝政，但持國的兒子俱盧族對王國虎視眈眈，多次藉機謀害他們。年少時，難敵曾經引開堅戰和阿周那，毒害怖軍，幸好他大命才不死。怖軍在五子之中，屬於驍勇善戰的一員，在流放期間，他曾為民除去羅剎，又在摩竭陀國打敗惡王妖連，後來與哈奴曼相認後，神力更上一層樓。在俱盧大戰中，怖軍殺死了俱盧族的多名成員，包括侮辱過黑公主的難降。

## 文化影響
- 日本手機遊戲《Fate/Grand Order》中，作為5星Lancer出場。配音員︰江口拓也。[1]